# Mesa/Boogie

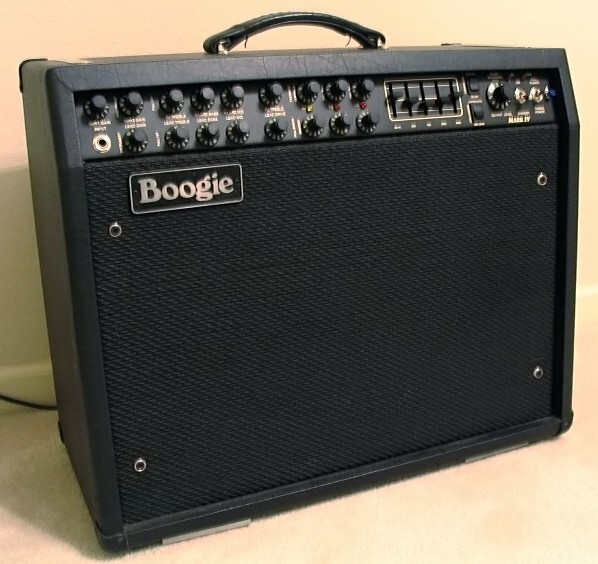
Комбоусилитель Mark IV

Mesa/Boogie — американская компания, занимающаяся производством усилителей и кабинетов для электрогитар и бас-гитар, а также комплектующих и аксессуаров.
Была основана Рэндаллом Смитом (англ. Randall Smith) в 1969 году. Изначально занималась доработкой комбоусилителей Fender.

## История
Первый комбоусилитель был выполнен в корпусе Fender Princeton с установленным в него 12-дюймовым динамиком JBL (вместо штатного 10-дюймового) и модифицированным шасси усилителя для размещения трансформаторов от усилителя Bassman. Тогда Смит не относился всерьез к своей разработке и сделал его шутки ради. Желая протестировать этот «заряженный» аппарат, он отнес его в ближайший магазин, где по случайному стечению обстоятельств в тот момент находился Карлос Сантана, который там же и опробовал аппарат. Впечатлённый звуком, Сантана воскликнул «Man, that little thing really boogies!». Из этой фразы в дальнейшем было взято название Boogie. Первая часть названия, MESA, взята от MESA Engineering — фирмы, занимавшейся ремонтом домов и двигателей, в которой работал Смит.
Первым официальным продуктом Mesa/Boogie стал басовый усилитель Snakeskin Mesa 450, выпущенный в 1971 году.
Настоящим же прорывом для компании стал случайно открытый эффект тяжелого перегруза усилителя в результате доработки схемы предусилителя. На основе новой схемы был сделан комбо Mark I, положивший начало линейкам усилителей, производящихся по сей день.